# Obertura Carnaval
La obertura de concierto Carnaval (en checo: Karneval, koncertní ouvertura), Op. 92, B. 169, fue escrito por Antonín Dvořák en 1891. Es parte de la trilogía "Naturaleza, Vida y Amor" de oberturas escritas por Dvořák, formando la segunda parte correspondiente a "Vida". Las otras dos partes de la trilogía son En el reino de la naturaleza, Op. 91 ("Naturaleza") y Otelo, Op. 93 ("Amor").
La obertura está orquestada para dos flautas, flautín, dos oboes, corno inglés, dos clarinetes, dos fagotes, cuatro trompas, dos trompetas, tres trombones, tuba, timbales, triángulo, platillos, pandereta, arpa y cuerdas. Su duración es de aproximadamente nueve minutos y medio.